# Frente de Libertação de Moçambique
Frente de Libertação de Moçambique, portugiesisch für Mosambikanische Befreiungsfront, kurz FRELIMO, war eine Befreiungsbewegung und ist seit 1977 eine politische Partei in Mosambik. Sie war als Regierungspartei die einzige zugelassene Partei in der ehemaligen Volksrepublik Mosambik, wurde als undemokratisch kritisiert und dominiert auch nach dem Ende der Volksrepublik das politische System des Landes bis heute.

## Geschichte
Die FRELIMO gründete sich 1962 auf Drängen von Julius Nyerere im tansanischen Daressalam als Zusammenschluss der drei nationalen Befreiungsbewegungen União Democrática Nacional de Moçambique (UDENAMO), Mozambique African National Union (MANU) und União Nacional Africana de Moçambique Independente (UNAMI). 1964 eröffnete sie im Norden Mosambiks den Unabhängigkeitskrieg gegen Portugal, bis 1975 konnte sie den gesamten Norden des Landes einnehmen.

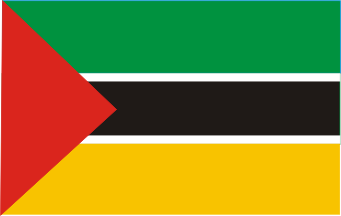
Erste Flagge der FRELIMO

Flagge der FRELIMO von 1997 bis 2004

Im Zuge der Nelkenrevolution 1974 vereinbarten die portugiesische Übergangsregierung und die FRELIMO im Lusaka-Vertrag am 7. September 1974 einen Übergangsprozess und die Unabhängigkeit Mosambiks von Portugal zum 25. Juni 1975. Die FRELIMO übernahm als einzige anerkannte Vertreterin des mosambikanischen Volkes die Macht.
Vorsitzende der FRELIMO waren u. a. Eduardo Mondlane (1962–1969), Samora Moisés Machel (1969–1986), Joaquim Alberto Chissano (1986–2005) und Armando Guebuza (2005–2015). Die Partei war bis 1989 als autoritär und sozialistisch einzuordnen. Die Vorsitzenden der Partei waren automatisch Präsidenten und Ministerpräsidenten des Landes.
Die Delegierten auf dem Dritten Kongress der FRELIMO vom 3. bis 7. Februar 1977 beschlossen umfassende Reformen zur Vergesellschaftung vieler volkswirtschaftlicher Sektoren. Die Beschlüsse formulierten einen sozialistischen Kurs für die politisch-ökonomische und sozialpolitische Ausrichtung des Landes. Auf dieser Vollversammlung vollzog die Organisation die Wandlung von einer Befreiungsbewegung als Massenorganisation zu einer Partei „der Avantgarde“. Nach diesem Beschluss war die Eigenbezeichnung, bislang eine Abkürzung, nun als Partido Frelimo oder Frelimo Party offiziell und gängig.
Als Marcelino dos Santos 1981 von einem Treffen mit RGW-Vertretern zurückkehrte, wo das Aufnahmeersuchen Mosambiks diskutiert worden war, zeigte sich Santos verwundert über die Ablehnung, da immer mehr junge Nationalstaaten einen sozialistischen Kurs einleiteten und der RGW sich darauf einstellen müsste. Die Sowjetunion hatte der Frelimo dafür die Unterstützung verweigert, weil sie nach deren Einschätzung nicht marxistisch-leninistisch, sondern lediglich marxistisch ausgerichtet sei. Das sowjetische Interesse an der Region war gering, da Mosambik die Errichtung ausländischer Militärstützpunkte auf seinem Territorium verweigerte. Zu den satzungsgemäßen Zielen der Frelimo gehörte die Schaffung einer „nuklearwaffenfreien Zone des Friedens“ im Indischen Ozean. Die wachsende Distanz zur Sowjetunion, zunehmende innere Probleme auf zivilen und militärischen Gebieten veranlassten die Frelimo-Führung zu einer Annäherungspolitik gegenüber dem feindlichen Nachbarstaat Südafrika, was zum Nkomati-Abkommen führte und ein langjähriges Zerwürfnis mit dem ANC zur Folge hatte.
Am 30. Juli 1989 distanzierte sich die Partei von programmatischen Positionen im Bereich des Marxismus und kündigte freie Wahlen an, die noch im selben Jahr durchgeführt wurden.
Frelimo stellt bis heute die Regierung Mosambiks und ist Mitglied der Sozialistischen Internationale.